# Setonix brachyurus
El quokka (Setonix brachyurus, /ˈkwɒkə/) es un pequeño macropódido del tamaño de un gato doméstico. Es el único miembro del género Setonix. Al igual que otros marsupiales de la familia de los macrópodos, como los canguros y los ualabíes,), el quokka es herbívoro y principalmente nocturno.
Los quokkas se encuentran en las islas más pequeñas frente a la costa de la Australia Occidental, particularmente en la Isla Rottnest. También existen poblaciones aisladas y dispersas en bosques y brezales costeros entre Perth y Albany. Una pequeña colonia habita en un área protegida de la Reserva Natural Two Peoples Bay, donde coexiste con el Potorous tridactylus de Gilbert. Desafortunadamente este marsupial se encuentra en crítico peligro de extinción. Por lo que aparece en la lista roja de la UICN, como especie vulnerable.

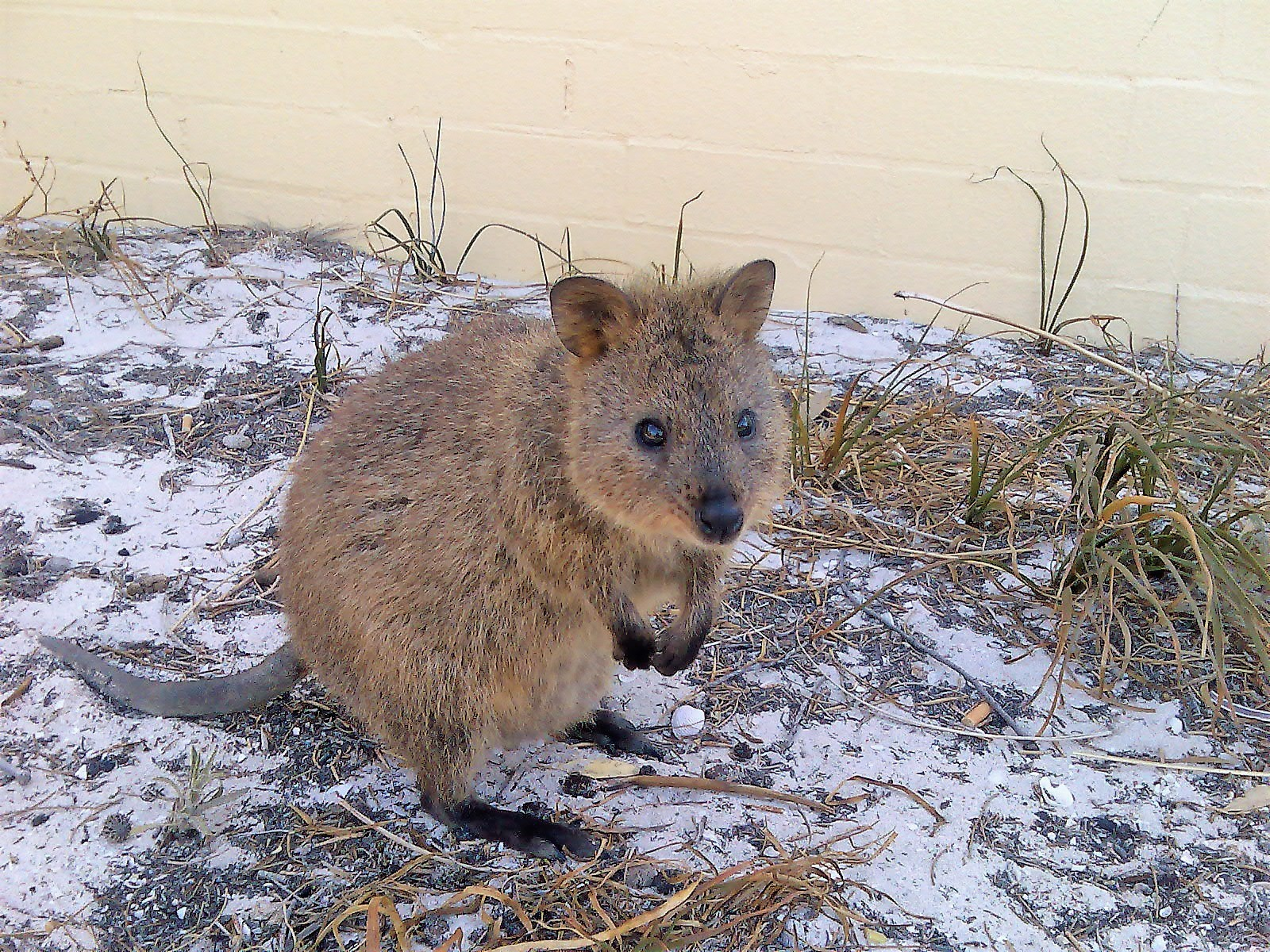
Pequeña cría de un quokka

Un quokka pesa 2,5 a 5,0 kg (5,5 a 11 libras) y mide de 40 a 54 cm (16 a 21 pulgadas) de largo, con una cola de 25 a 30 cm de largo (9,8 a 12 pulgadas), que es bastante corta para un Macropodidae. Este animal tiene una constitución robusta, patas traseras bien desarrolladas, orejas redondeadas y una cabeza corta y ancha. Su sistema músculo esquelético se adaptó originalmente para la saltación bípeda terrestre, pero a lo largo de su evolución, su sistema se ha construido para la locomoción arbórea. Podemos compararlo con un pequeño canguro, aunque este es capaz de trepar árboles pequeños y arbustos de hasta 1,5 m. Su pelaje áspero es de un color marrón grisáceo,  e incluso beige en algunos casos. Se sabe que el quokka vive un promedio de 10 años. Los quokkas son animales nocturnos; duermen durante el día en una planta llamada Acanthocarpus preissii, usando las espigas de las plantas para protegerse y esconderse.
Los quokkas tienen un sistema de apareamiento promiscuo. Después de un mes de gestación, las hembras dan a luz a un solo bebé. Las hembras pueden dar a luz dos veces al año y producir alrededor de 17 crías durante su vida. La cría vive en la bolsa de su madre durante seis meses. Una vez que sale de la bolsa, la cría depende de su madre para obtener leche durante dos meses y alrededor de los ocho meses después del nacimiento deja de depender de su madre. Las hembras maduran sexualmente después de aproximadamente 18 meses. Cuando una quokka hembra con la cría en su bolsa es perseguida por un depredador, puede dejar caer la cría al suelo; este produce ruidos que pueden servir para atraer la atención del depredador, mientras que la madre escapa.

## Descubrimiento nombre
La palabra "quokka" deriva originalmente de una palabra en idioma noongar, que probablemente era gwaga. Hoy, los noongar se refieren a ellos como ban-gup, bungeup y quak -a. En 1658, el marinero holandés Samuel Volckertzoon escribió que había visto "un gato salvaje" en la isla. En 1696, el explorador holandés Willem de Vlamingh los confundió con ratas gigantes y rebautizó la isla de Wadjemup como 't Eylandt 't Rottenest, que significa "la isla del nido de ratas", en holandés.

## Ecología
Cuando los Europeos llegaron a Australia, trajeron nuevas especies de potenciales predadores para pobres Quokkas. Esto apoyó por un cambio del ambiente natural de los Quokkas y desde paisaje abierto trasladaron a las islas y los bosques. En la naturaleza se encuentran en una parte pequeña y limitada del suroeste de Australia Occidental. Un grupo grande de Quokkas vive en la Isla de Rottnest y una población más pequeña en isla cerca de Albany. Acanthocarpus, bosques de eucaliptos y palos de sangre son sitios más favoritos para descanso. También son conocidos por trepar a los árboles.

## Características
Es un pequeño canguro del tamaño de un gato doméstico. Como otros marsupiales de la familia Macropodiae (como los canguros), el quokka es herbívoro y principalmente nocturno. Se puede encontrar en algunas pequeñas islas de la costa de Australia Occidental; en particular, en la isla de Rottnest, justo al lado de Perth, y en la isla de Bald, cerca de Albany. Existe una pequeña colonia continental en el área protegida Two Peoples Bay, donde convive con Potorous gilbertii. No se han descrito subespecies. Es reconocido por ser un marsupial con características especiales de su género, como su alto grado de sociabilidad. En ocasiones lo describen como "el animal más feliz del mundo", por los rasgos faciales y las expresiones faciales de algunos especímenes.

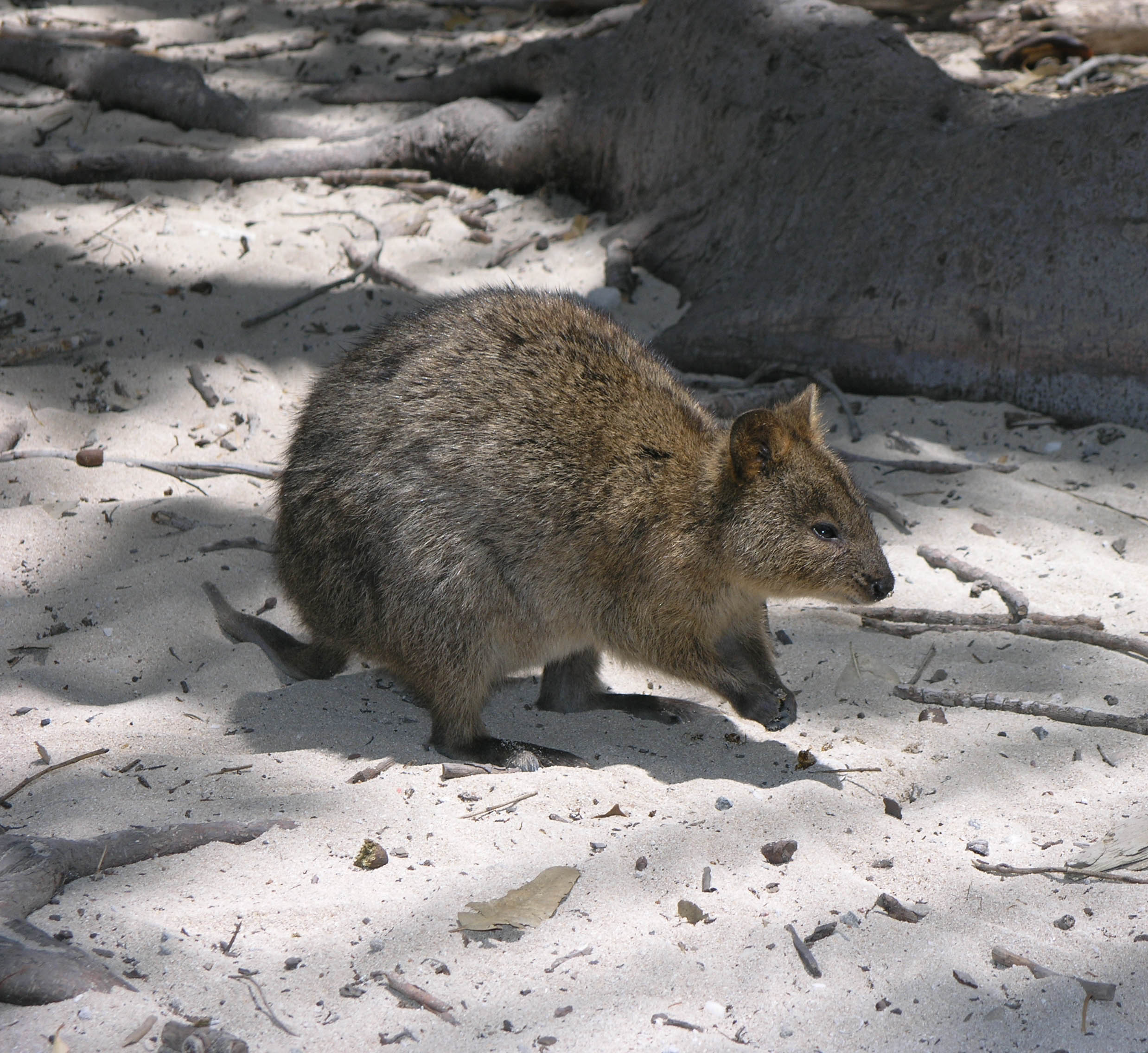
Quokka

## Dieta
Como la mayoría de los macrópodos, los quokkas se alimentan de muchos tipos de vegetación, como hierbas, juncos y hojas. Un estudio reveló que la Guichenotia ledifolia, una pequeña especie de arbusto de la familia Malvaceae (malváceas), es uno de los alimentos favoritos de los quokkas. A los visitantes de la isla de Rottnest se les prohíbe dar comida a los quokkas, en parte porque la ingesta de "comida humana", como las patatas fritas, puede causar deshidratación y desnutrición, ambas cosas perjudiciales para su salud. A pesar de la relativa falta de agua dulce en la isla de Rottnest, los quokkas tienen grandes necesidades del líquido, que satisfacen principalmente comiendo vegetación. En el continente, los quokkas sólo viven en zonas con 600 mm (24 pulgadas) o más de lluvia al año. Mastican su bolo alimenticio de forma similar a las vacas.[cita requerida]

## Interacción humana
Los quokkas tienen poco miedo a los humanos y comúnmente se acercan a las personas, particularmente en la isla Rottnest, donde abundan. Aunque los quokkas son accesibles, hay unas pocas docenas de casos anuales de quokkas en las que muerden a personas, especialmente a los niños. Hay restricciones con respecto a la alimentación. Es ilegal que los miembros del público manipulen a los animales de cualquier manera, y se desaconseja especialmente la alimentación, particularmente con "comida humana", ya que pueden enfermarse fácilmente. La Autoridad de Rottnest Island puede emitir un aviso de infracción con una multa de 300 dólares por tal infracción. La pena máxima por crueldad animal es una multa de $50 000 y una sentencia de prisión de cinco años. Además de las restricciones sobre las interacciones humanas con Quokkas, se ha probado que son potencialmente dañinos para los humanos con sus altas tasas de infección por salmonella, especialmente en el calor del verano. Esto ha sido probado y experimentado por científicos que han realizado análisis de sangre en Quokkas salvajes en la isla Rottnest.
Los quokkas también se pueden observar en varios zoológicos y parques de vida silvestre de Australia, incluido Perth Zoo, el zoológico de Taronga, Wild Life Sydney, y el zoológico de Adelaida. La interacción física generalmente no está permitida sin el permiso explícito del personal de supervisión.
El comportamiento del Quokka en respuesta a la interacción humana se ha examinado en entornos de zoológicos. Un breve estudio indicó que quedaban menos animales visibles en los caminos de los visitantes cuando el recinto era un entorno abierto o transitable. Esto puede deberse a que los quokkas adquirieron un comportamiento de evitación a los visitantes, lo que, según los autores, tiene implicaciones para el manejo del estrés en su exhibición al público.

## Población
En el momento del asentamiento colonial, el quokka estaba muy extendido y era abundante, y su distribución abarcaba un área de aproximadamente 41 200 km2 (15 900 millas cuadradas) del suroeste de Australia Occidental, incluidas las dos islas costeras, Bald y Rottnest. Para 1992, luego de una gran disminución de la población en el siglo XX, la distribución del quokka en el continente se había reducido en más del 50 % a un área de aproximadamente 17 800 km2 (6900 millas cuadradas).
A pesar de ser numeroso en las islas pequeñas de la costa, el quokka se clasifica como vulnerable. En el continente, donde está amenazado por especies depredadoras introducidas como zorros rojos, gatos y perros, requiere una densa cubierta vegetal como refugio. La tala de Clearfell, el desarrollo agrícola y la expansión de viviendas han reducido su hábitat, lo que contribuye a la disminución de la especie, al igual que la tala y quema de los pantanos restantes. Además, los quokkas suelen tener una camada de uno y crían con éxito una cría cada año. Aunque se aparean constantemente, generalmente un día después del nacimiento de las crías, el pequeño tamaño de la camada, junto con el espacio restringido y los depredadores amenazantes, contribuye a la escasez de la especie en el continente.
Se estima que 4000 quokkas viven en el continente, y casi todas las poblaciones del continente son grupos de menos de 50, aunque un grupo decreciente de más de 700 ocurre en el bosque del sur entre Nannup y Dinamarca. En 2015, un extenso incendio forestal cerca de Northcliffe casi erradicó una de las poblaciones locales del continente, y se estima que murió el 90 % de los 500 quokkas.
En 2007, la población de quokka en Rottnest Island se estimó entre 8000 y 12 000. Las serpientes son el único depredador del quokka en la isla. La población en Bald Island, más pequeña, donde el quokka no tiene depredadores, es de 600 a 1000. Al final del verano y durante el otoño, se produce una disminución estacional de quokkas en la isla Rottnest, donde la pérdida de vegetación y la reducción del agua superficial disponible pueden provocar la inanición.
Esta especie experimentó la disminución más significativa desde 1930 hasta la década de 1990, cuando su distribución se redujo a más de la mitad (de Tores et al., 2007). El quokka disminuyó notablemente en su abundancia y distribución a principios de la década de 1930, y esta tendencia ha continuado hasta el día de hoy. Su presencia en el continente ha disminuido hasta tal punto que solo se encuentran en pequeños grupos en los matorrales que rodean Perth.